# Gimeaux (Arles)
Gimeaux est un hameau de la commune d'Arles, dans les Bouches-du-Rhône.

## Géographie
Ce hameau de la commune d'Arles est situé à 6,5 km à l'ouest de son agglomération de rattachement, Arles, au bord du Parc naturel régional de Camargue.  Il est accessible par la route départementale 570, reliant Arles aux Saintes-Maries-de-la-Mer. 

## Les Hospitaliers
Le hameau de Gimeaux était la propriété des Hospitaliers de Saint Jean de Jérusalem. C'était un membre de la commanderie de Trinquetaille au sein du grand prieuré de Saint-Gilles,.

## Vie locale

### Éducation
Les élèves de Gimeaux commencent leurs études à l'école du hameau (code national 0130333S), qui regroupe des sections de maternelle et primaire. En septembre 2017, elle comptait 161 écoliers. Les derniers travaux d'amélioration, datant de l'été 2011 ont couté 20 000 euros.

## Lieux et monuments
- Arènes